# Neca
João Alexandre Duarte Ferreira Fernandes, plus connu sous le nom de Neca, est un footballeur portugais, né le 31 décembre 1979 à Lisbonne. Il évolue au poste de milieu de terrain.

## Biographie
Neca joue principalement en faveur du CF Belenenses, du Vitória Setúbal et du club turc d'Ankaraspor.
Il reçoit 2 sélections en équipe du Portugal lors de l'année 2002.
Il fait partie de l'équipe nationale portugaise lors de la Coupe du monde des moins de 20 ans 1999 puis lors du Championnat d'Europe espoirs 2002.